# Polarització d'actitud
La polarització d'actitud es produeix quan en un debat, una persona exposada a arguments contraris, es reafirma encara més en la seva creença o opinió prèvia. Aquest fenomen és un efecte del biaix de confirmació i afecta especialment a aquelles qüestions on pot haver-hi una implicació emocional. En aquests casos, s'ignoren els arguments oposats, s'interpreten com a favorables els ambigus i es reafirmen els arguments a favor de la pròpia tesi. De fet, només plantejar-se la qüestió o veure atacada la pròpia convicció fa que aquesta es torni més forta, en una polarització creixent. Aquest efecte s'accentua en grups, ja que hom tendeix a defensar les postures del propi grup de manera més vehement quan són qüestionades fins i tot en els casos on la pertinença al grup és poc clara.